# Gołogóra (Góry Bialskie)
Gołogóra (niem.  Wernersberg) – wzniesienie o wysokości 972 m n.p.m., w południowo-zachodniej Polsce w Górach Bialskich w Sudetach Wschodnich.

## Położenie
Wzniesienie położone, w północnej części Gór Bialskich w Sudetach Wschodnich, około 2,8 km, na południowy wschód od centrum Starego Gierałtowa i 2,2  km na północny wschód od miejscowości Młynowiec.

## Fizjografia
Wzniesienie o zróżnicowanych zboczach i  kopulastym szczycie. Razem z Gołogrzbietem i Łyścem tworzą  masyw Gór Bialskich najbardziej, wysunięty na północ w kierunku Obniżenia Lądka i Stronia oraz doliny rzeki Białej Lądeckiej. Charakteryzujące się wyraźnie podkreślonymi zboczami, regularną rzeźbą i urozmaiconym ukształtowaniem. Całe wzniesienie położone jest na obszarze Śnieżnickiego Parku Krajobrazowego. Wyrasta w grzbiecie odchodzącym od Czernicy w kierunku północnym. Wzniesienie ma postać kopuły o wyraźnie podkreślonej części szczytowej i dość stromo opadającym zachodnim zboczu. Wzniesienie od północno-wschodniej strony od niższego wzniesienia Gołogrzbiet oddzielone jest bezimienną niewielką przełęczą (920 m n.p.m.). Zachodnio-północne zbocze minimalnie opada w stronę niewielkiego siodła, przechodząc w zbocze niższego o 13 m wzniesienia Łysiec a od strony południowo-wschodniej Jawornika Koblicznego oddzielony jest Przełęczą Dział. Położenie wzniesienia, kształt i wyraźnie podkreślona bezleśna część szczytowa czynią wzniesienie rozpoznawalnym w terenie.

## Budowa
Wzniesienie w całości zbudowane ze skał metamorficznych łupków łyszczykowych i gnejsów gierałtowskich. Szczyt i zbocza wzniesienia pokrywa niewielkiej grubości warstwa młodszych osadów glin, żwirów, piasków i lessów z okresu zlodowaceń plejstoceńskich i osadów powstałych w chłodnym, peryglacjalnym klimacie.

## Roślinność
Zbocza wzniesienia w całości oprócz części szczytowej porośnięte monokulturowym lasem świerkowym regla dolnego. Wzniesienie pod koniec XX wieku dotknęły zniszczenia wywołane katastrofą ekologiczną w Sudetach obecnie w miejscach częściowo zniszczonego drzewostanu porasta świerkowy młodnik.

## Inne
Najbliższe otoczenie szczytu wzniesienia zajmuje obszerna polana. Być może to miało wpływ na nazwę wzniesienia Gołogóra.

## Turystyka
Przez szczyt wzniesienia nie prowadzi szlak turystyczny.
wschodnim zboczem prowadzą szlaki turystyczne:
- E3 pieszy – fragment szlaku prowadzący przez Lądek-Zdrój, Stary Gierałtów,  Przełęcz Sucha (Stara Droga Kresowa), Przełęcz Staromorawską, i dalej.

południowym zboczem prowadzi
- pieszy – fragment szlaku prowadzący przez Stronie Śląskie, Goszów, Przełęcz Dział - Bielice i dalej.

południowym i częścią wschodniego zbocza prowadzi
- rowerowy – prowadzący południowym i częścią wschodniego zbocza wzdłuż drogi.
- rowerowy
- Na północno-wschodnim zboczu przy szlaku turystycznym znajduje się punkt widokowy.
- W pobliże szczytu wzniesienia prowadzą od Bialskiej Pętli leśne ścieżki.